# 阿爾及爾中央郵局
阿爾及爾中央郵局（阿拉伯语：‎）是位於阿爾及利亞首都阿爾及爾的郵政服務辦公大樓，建於1910年，為阿爾及利亞最大的郵局大樓。
2015年，國家將其改為博物館。